# Pyrausta multifidalis
Pyrausta multifidalis là một loài bướm đêm trong họ Crambidae.